# Vicia ocalensis
Vicia ocalensis — вид квіткових рослин з родини бобових (Fabaceae). Ареал: США (Флорида).

## Середовище
V. ocalensis — це багаторічна трав'яниста витка рослина, яка росте в піщаному торфі відкритих, вологих заростях, відкритих болотах, берегах струмків та вздовж доріг. Цвіте з квітня по травень. NatureServe (2009) описав ці місця як такі, що не перебувають під загрозою забудови. Лісозаготівля та інвазивні екзотичні рослини впливають на середовище існування в Національному лісі Окала та є потенційними загрозами. Потенційні загрози також включають зміни гідрології.